# Libišany

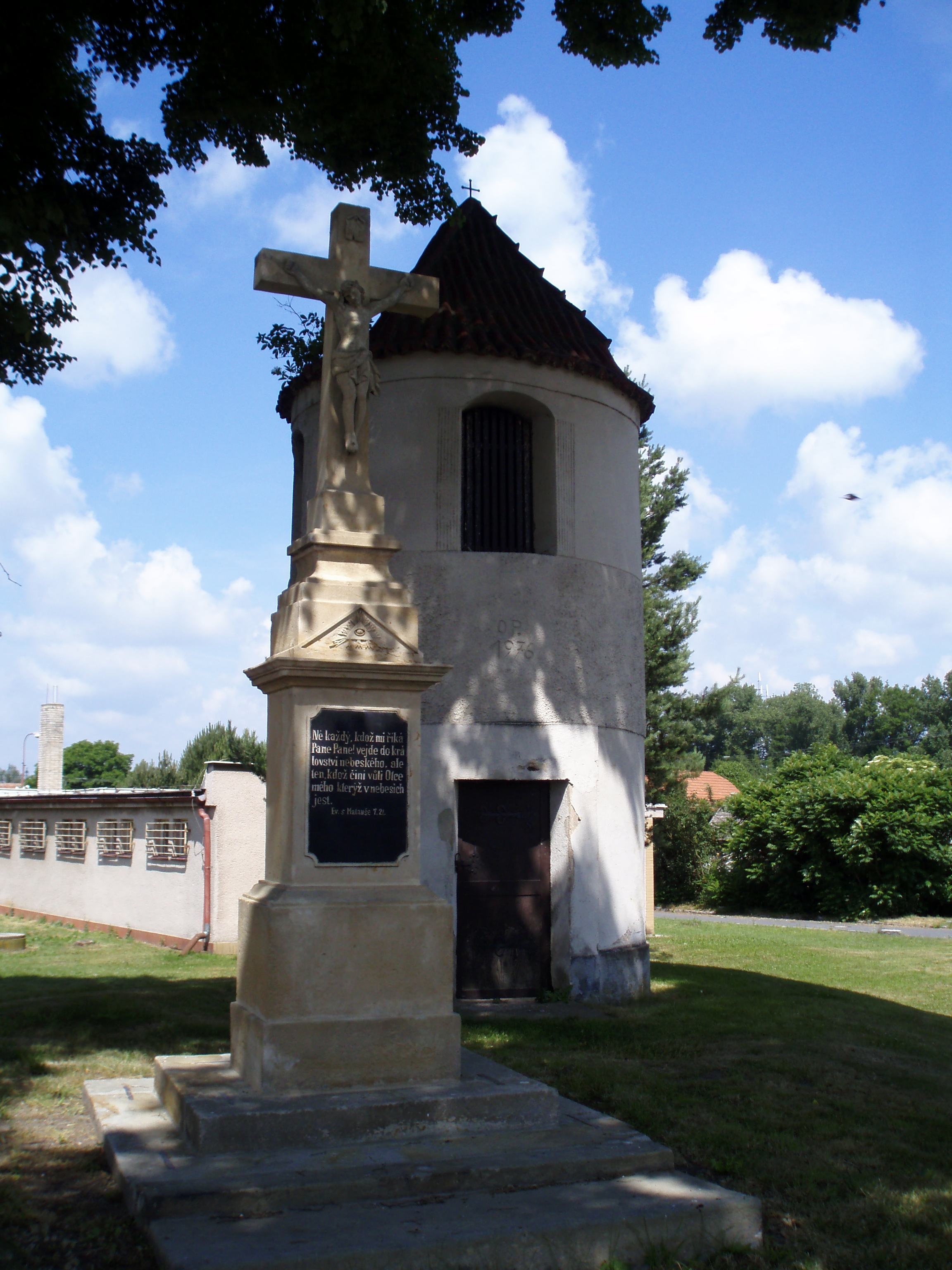
Glockenturm und Wegkreuz

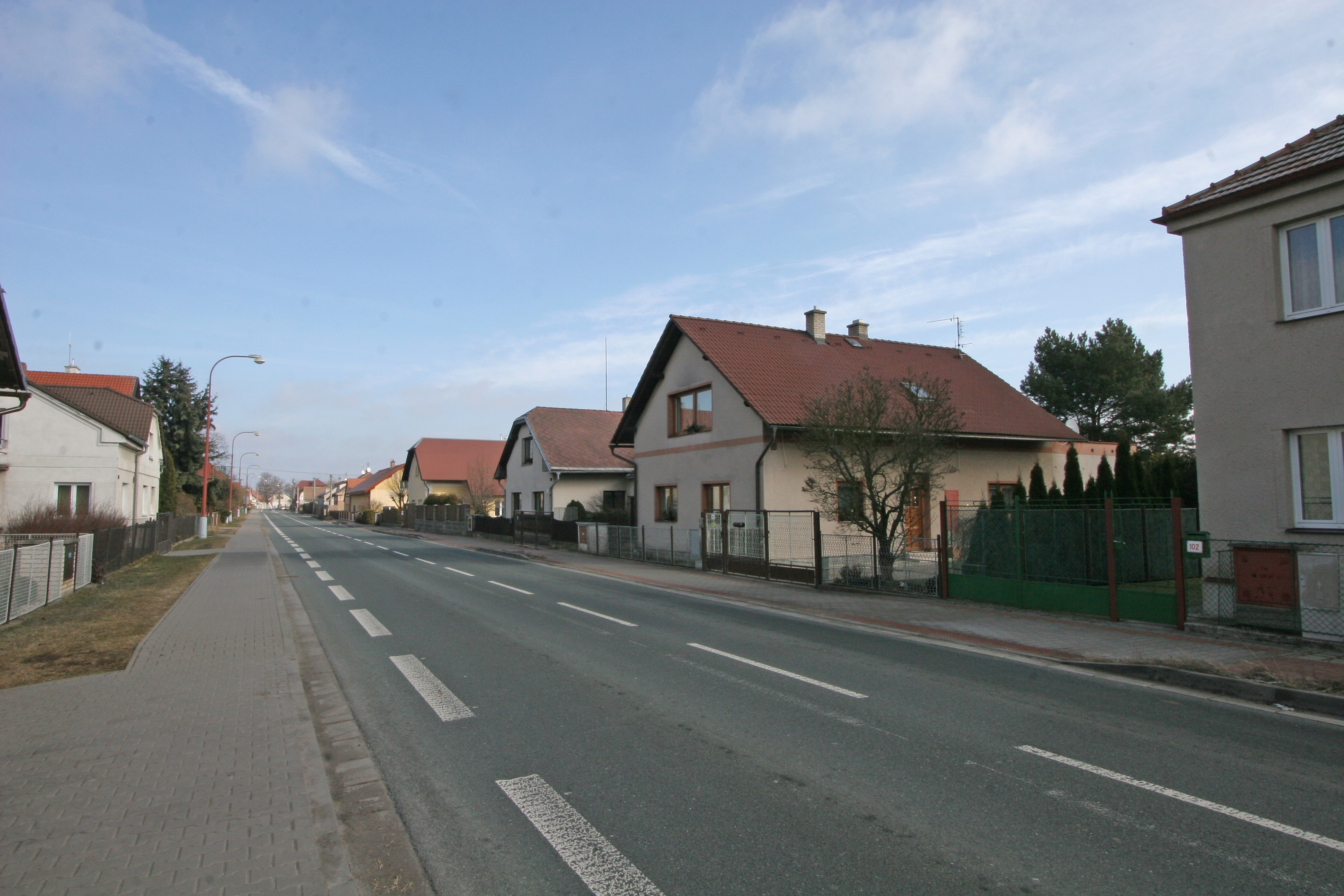
Hauptstraße

Libišany (deutsch Libischan) ist eine Gemeinde im Okres Pardubice in Tschechien. Sie liegt acht Kilometer südwestlich des Stadtzentrums von Hradec Králové.

## Geographie
Libišany befindet sich im Bohdanečský úval (Bohdanetscher Senke). Nordöstlich erhebt sich die Kuppe Na Bahnech (232 m n.m.). Am östlichen Ortsrand liegen der Dorfteich und ein Torfmoor, dort nimmt der Graben Rajská strouha seinen Ursprung. Durch Libišany führt die Straße II/333 zwischen Hradec Králové und Lázně Bohdaneč. Westlich des Dorfes liegt das Autobahnkreuz Sedlice; nördlich von Libišany endet derzeit die Dálnice 11, südlich verläuft ein kurzer Teilabschnitt der Dálnice 35.
Nachbarorte sind Praskačka, Vlčkovice  und Plačice im Norden, Březhrad und Pohřebačka im Nordosten, Liščí und Opatovice nad Labem im Osten, Čeperka im Südosten, Malá Čeperka und Podůlšany im Süden, Staré Ždánice, Plch, Krásnice und Osice im Südwesten, Žižkovec, Sedlice und Hubenice im Westen sowie Lhota pod Libčany im Nordwesten.

## Geschichte
Die Bohdanetscher Senke war bis zu ihrer Entwässerung ein großes Sumpfgebiet. Die Kuppe Na Bahnech war seit der Frühzeit besiedelt, bei Ausgrabungen wurden dort neben einem jungsteinzeitlichen Siedlungsplatz auch Reste von Rundbauten gefunden.
Libišany gehörte zu den Besitzungen des Benediktinerklosters Opatowitz, das während der Hussitenkriege zerstört wurde. Die erste schriftliche Erwähnung von Libišany erfolgte im Jahre 1436, als König Sigismund das Dorf an Zdeněk Šváb von Chvalovice verpfändete. Zu dieser Zeit bestand in dem Dorf wahrscheinlich eine Feste; bei einer kriegerischen Auseinandersetzung im Jahre 1437 belagerte ein Söldnerheer der Stadt Königgrätz Libišany erfolglos. Später gehörte das Dorf dem Mikuláš Berka von Dubá, dem 1467 König Georg von Podiebrad die Zuschreibung erneuerte. Zwischen 1470 und 1477 besaß Heinrich von Münsterberg Libišany; ihm folgte Wenzel Zahradek von Zahradecky, der das Gut 1493 an Wilhelm von Pernstein verkaufte. Dieser schloss Libišany an die Herrschaft Pardubitz an. In der nachfolgenden Zeit erlosch die Feste. Im Jahre 1560 veräußerte Jaroslav von Pernstein die Herrschaften Pardubitz und Kunburg an König Ferdinand I. Der König ließ die Herrschaft Pardubitz durch ein System von 24 Rychta (Scholtiseien) neu organisieren; eine davon wurde in Libišany eingerichtet. Der Rychtář von Libišany übte die Niedere Gerichtsbarkeit über die Dörfer Libišany, Němčice, Pohřebačka, Opatovice und Podůlšany aus.
Im Jahre 1835 bestand das im Chrudimer Kreis gelegene Dorf Libischan aus 60 Häusern, in denen 410 Personen, darunter zwei jüdische Familie lebten. Im Ort gab es eine Schule unter dem Patronat des Pardubitzer Oberamtes. 35 Häuser waren nach Opatowitz, die übrigen 25 nach Wositz bzw. zur Filialkirche in Zdanitz eingepfarrt. Bis zur Mitte des 19. Jahrhunderts blieb Libischan der k.k. Kameralherrschaft Pardubitz untertänig.
Nach der Aufhebung der Patrimonialherrschaften bildete Libišany ab 1849 eine Gemeinde im Gerichtsbezirk Pardubitz. Ab 1868 gehörte die Gemeinde zum Bezirk Pardubitz. Zum Ende des 19. Jahrhunderts entstand am nördlichen Ende des Dorfes die Siedlung V Bahnech. 1887 wurde die Freiwillige Feuerwehr gegründet. Seit 1949 wurde Libišany dem Okres Pardubice-okolí zugeordnet; dieser wurde im Zuge der Gebietsreform von 1960 aufgehoben, seitdem gehört die Gemeinde zum Okres Pardubice.
Nachdem ab 19. Dezember 2006 der Verkehr am Ende der unvollendeten Dálnice 11 über die Straße II/333 durch Libišany nach Hradec Králové geleitet wurde, gab es massive Beschwerden von Einwohnern. Infolgedessen wurden entlang der II/333 Bürgersteige und Fußgängerüberwege angelegt, außerdem wurden 66 Häuser mit Lärmschutzfenstern versehen. Inzwischen wurde die D 11 bis zur nördlichen Gemarkungsgrenze von Libišany verlängert, wo sie nunmehr bei Praskačka endet.
Im Torfmoor wird Torferde für das Moorbad Lázně Bohdaneč gewonnen. Die schilfbewachsenen Moorwiesen östlich des Dorfes sind auf einer Fläche von knapp 12 ha geschützt.

## Gemeindegliederung
Für die Gemeinde Libišany sind keine Ortsteile ausgewiesen. Zu Libišany gehört die Ansiedlung Liščí.

## Sehenswürdigkeiten
- Burgstall Libišany, der kleine Hügel mit Resten eines Walls und Grabens befindet sich im Ortszentrum. 1834 wurde auf der Kuppe ein gemauerter runder Glockenturm errichtet. Vor dem Glockenturm steht ein steinernes Kreuz.
- Denkmal für die Gefallenen des Ersten Weltkrieges, in der Senke nordöstlich des Burgstalls

## Söhne und Töchter der Gemeinde
- Jan Stanislav Skrejšovský (1831–1883), Alttschechischer Politiker und Redakteur
- František Skrejšovský (1837–1902), Advokat und Unternehmer